# گروه B جام ملت‌های آسیا ۲۰۱۹
گروه B جام ملت‌های آسیا ۲۰۱۹ که مسابقاتش از ۶ تا ۱۵ ژانویه ۲۰۱۹ برگزار خواهد شد.این گروه شامل  تیم‌های استرالیا، سوریه، فلسطین و اردن می‌باشد.دو تیم برتر این گروه و احتمالاً تیم سوم این گروه (در صورتی که در رتبه‌بندی تیم‌های سوم بین چهار تیم برتر قرار گیرد)، به مرحله‌ی یک‌هشتم نهایی راه می‌یابند.

## تیم‌ها
| جایگاه در سید | تیم      | منطقه | نحوه صعود                                            | تاریخ صعود     | تعداد حضور | آخرین حضور         | بهترین عملکرد                              | رتبه در فیفا | رتبه در فیفا |
| جایگاه در سید | تیم      | منطقه | نحوه صعود                                            | تاریخ صعود     | تعداد حضور | آخرین حضور         | بهترین عملکرد                              | آوریل ۲۰۱۸   | دسامبر ۲۰۱۸  |
| ------------- | -------- | ----- | ---------------------------------------------------- | -------------- | ---------- | ------------------ | ------------------------------------------ | ------------ | ------------ |
| B۱            | استرالیا | AFF   | تیم اول گروه B مرحله دوم                             | ۲۹ مارس ۲۰۱۶   | ۴ بار      | ۲۰۱۵ (قهرمان)      | قهرمان (۲۰۱۵)                              | ۴۰           |              |
| B۲            | سوریه    | WAFF  | تیم دوم گروه E مرحله دوم (دومین تیم برتر تیم‌های دوم) | ۲۹ مارس ۲۰۱۶   | ۶ بار      | ۲۰۱۱ (مرحله گروهی) | مرحله گروهی (۱۹۸۰، ۱۹۸۴، ۱۹۸۸، ۱۹۹۶، ۲۰۱۱) | ۷۶           |              |
| B۳            | فلسطین   | WAFF  | تیم اول گروه D مرحله سوم                             | ۱۰ اکتبر ۲۰۱۷  | ۲ بار      | ۲۰۱۵ (مرحله گروهی) | مرحله گروهی (۲۰۱۵)                         | ۸۳           |              |
| B۴            | اردن     | WAFF  | تیم اول گروه C مرحله سوم                             | ۱۴ نوامبر ۲۰۱۷ | ۴ بار      | ۲۰۱۵ (مرحله گروهی) | یک‌چهارم نهایی (۲۰۰۴، ۲۰۱۱)                 | ۱۱۷          |              |

یادداشت
1. ↑  رتبه‌بندی آوریل ۲۰۱۸ در سیدبندی استفاده شد.

## جدول
| رتبه | تیم      | بازی | ب | م | ش | گ‌ز | گ‌خ | ت  | ام | راه‌یابی                                |
| ---- | -------- | ---- | - | - | - | -- | -- | -- | -- | -------------------------------------- |
| ۱    | اردن     | ۱    | ۱ | ۰ | ۰ | ۱  | ۰  | ۱+ | ۳  | صعود به مرحله حذفی                     |
| ۲    | سوریه    | ۱    | ۰ | ۱ | ۰ | ۰  | ۰  | ۰  | ۱  | صعود به مرحله حذفی                     |
| ۳    | فلسطین   | ۱    | ۰ | ۱ | ۰ | ۰  | ۰  | ۰  | ۱  | احتمال صعود به مرحله حذفی بر اساس رتبه |
| ۴    | استرالیا | ۱    | ۰ | ۰ | ۱ | ۰  | ۱  | ۱– | ۰  |                                        |

اولین مسابقه(ها) در ۶ ژانویه ۲۰۱۹ برگزار خواهد شد. منبع : ای‌اف سی
در مرحله یک‌هشتم نهایی:
- تیم اول گروه B به مصاف تیم سوم گروه A، گروه C یا گروه D خواهد رفت.
- تیم دوم گروه B به مصاف تیم دوم گروه F خواهد رفت.
- تیم سوم گروه B احتمالاً به مصاف تیم اول گروه C یا گروه D خواهد رفت.

## مسابقات
همه زمان‌ها یوتی‌سی+۴ می‌باشد.

### استرالیا مقابل اردن
| استرالیا | مسابقه ۲ | اردن |
| -------- | -------- | ---- |
|          | گزارش    |      |

### سوریه مقابل فلسطین
| سوریه | مسابقه ۴ | فلسطین |
| ----- | -------- | ------ |
|       | گزارش    |        |

### اردن مقابل سوریه
| اردن | مسابقه ۱۴ | سوریه |
| ---- | --------- | ----- |
|      | گزارش     |       |

### فلسطین مقابل استرالیا
| فلسطین | مسابقه ۱۶ | استرالیا |
| ------ | --------- | -------- |
|        | گزارش     |          |

### استرالیا مقابل سوریه
| استرالیا | مسابقه ۲۷ | سوریه |
| -------- | --------- | ----- |
|          | گزارش     |       |

### فلسطین مقابل اردن
| فلسطین | مسابقه ۲۸ | اردن |
| ------ | --------- | ---- |
|        | گزارش     |      |